# Kalebengan
Kalebengan is een bestuurslaag in het regentschap Sumenep van de provincie Oost-Java, Indonesië. Kalebengan telt 2559 inwoners (volkstelling 2010).